# Mesothuria sufflava
Mesothuria sufflava is een zeekomkommer uit de familie Mesothuriidae.
De wetenschappelijke naam van de soort werd in 1984 gepubliceerd door Gustave Cherbonnier & Jean-Pierre Féral.